# Joan Sidera Plana
Joan Sidera Plana (la Cellera de Ter, la Selva, 8 de març de 1918 - Barcelona, Barcelonès, 4 de febrer de 2018) va ser un religiós claretià, professor, investigador i arxiver català.
El tercer d'onze germans, fill de Jaume Sidera i Margarida Plana, ingressà al seminari claretià de Cervera el juliol de 1927. Inicià estudis a Barbastre i continuà a Cervera, entre 1928 i 1933. El 1933 feu el seu noviciat a Vic, i a l'any següent la primera Professió a Vic, professant la Perpètua a Zafra el 1939. Precissament, a Zafra, cursà estudis entre els anys 1938 i 1942. El 1942 feu el diaconat i posteriorment el presbiterat a Badajoz. Es traslladà a Solsona on residí entre els anys 1942 i 1945, i va rebre formació universitària entre el 1945 i el 1950. Exercí com a professor al Col·legi de Barcelona entre 1950 i 1967, a Cervera entre 1967 i 1976, a Valls entre 1976 i 1978 i al Seminari Menor Diocesà Nostra Senyora de Montalegre, a Tiana, el curs 1978-1979. El 1979 fou destinat a la comunitat de Vic, on va romandre trenta-quatre anys com a superior, fins al 1982, i també com a responsable de l'Arxiu Pairal de Vic, fins al 2013. A més, es dedicà també a la recollida de dades inèdites sobre el Pare Antoni Maria Claret, personatge destacat del segle xix a casa nostra. Malgrat que des de 2013 visqué a la residència dels Missioners Claretians de Barcelona, no va deixar de treballar en la recerca i l'estudi de la documentació històrica fins al darrer moment dels seus dies.